# Карлоне (Кампобасо)
Карлоне је насеље у Италији у округу Кампобасо, региону Молизе.
Према процени из 2011. у насељу је живело 14 становника. Насеље се налази на надморској висини од 538 м.